# Eubranchipus
Eubranchipus è un genere di crostacei anostraci della famiglia dei Chirocephalidae.

## Tassonomia
Il genere, suddiviso in tre sottogeneri, comprende le seguenti specie:
- Sottogenere Eubranchipus (Drepanosurus) Simon, 1886
  - Specie Eubranchipus (Drepanosurus) asanumai Takahashi, in Takahashi, Kitano, Hatanaka, Nagahata, Tshistjakov, Hamasaki, Moriya, Igarashi & Umetsu, 2018
  - Specie Eubranchipus (Drepanosurus) birostratus (Fischer, 1851)
  - Specie Eubranchipus (Drepanosurus) claviger (Fischer, 1851)
  - Specie Eubranchipus (Drepanosurus) hankoi (Dudich, 1927)
  - Specie Eubranchipus (Drepanosurus) hatanakai Takahashi & Hamasaki, in Takahashi, Kitano, Hatanaka, Nagahata, Tshistjakov, Hamasaki, Moriya, Igarashi & Umetsu, 2018
  - Specie Eubranchipus (Drepanosurus) khankanus Takahashi & Moriya, in Takahashi, Kitano, Hatanaka, Nagahata, Tshistjakov, Hamasaki, Moriya, Igarashi & Umetsu, 2018
  - Specie Eubranchipus (Drepanosurus) rostratus (Daday, 1910)
  - Specie Eubranchipus (Drepanosurus) uchidai (Kikuchi, 1957)
  - Specie Eubranchipus (Drepanosurus) vladimiri Vekhoff & Vekhova, 1992
- Sottogenere Eubranchipus (Eubranchipus) Verrill, 1870
  - Specie Eubranchipus (Eubranchipus) bundyi Forbes, 1876
  - Specie Eubranchipus (Eubranchipus) hesperius Rogers, 2014
  - Specie Eubranchipus (Eubranchipus) holmani (Ryder, 1879)
  - Specie Eubranchipus (Eubranchipus) intricatus Hartland-Rowe, 1967
  - Specie Eubranchipus (Eubranchipus) moorei Brtek, 1967
  - Specie Eubranchipus (Eubranchipus) neglectus Garman, 1926 (sensu Belk et al., 1998)
  - Specie Eubranchipus (Eubranchipus) oregonus Creaser, 1930
  - Specie Eubranchipus (Eubranchipus) ornatus Holmes, 1910
  - Specie Eubranchipus (Eubranchipus) serratus Forbes, 1876
  - Specie Eubranchipus (Eubranchipus) stegosus Rogers, Jensen & Floyd, 2004
  - Specie Eubranchipus (Eubranchipus) vernalis (Verrill, 1869)(sensu Belk et al., 1998)
  - Specie Eubranchipus (Eubranchipus) dadayi Pearse, 1913 (fide Van Cleave, 1928) accettato come Eubranchipus (Eubranchipus) serratus Forbes, 1876
- Sottogenere Eubranchipus (Siphonophanes) Simon, 1886
  - Specie Eubranchipus (Siphonophanes) grubii (Dybowski, 1860)